# Lista de portugueses na Primeira Guerra Mundial
Esta é uma lista dos portugueses mortos na Primeira Guerra Mundial.
(Atualmente em edição).

## M
| Retrato | Nome                                     | Posto   | Notas |
| ------- | ---------------------------------------- | ------- | --- |
|         | Manuel dos Reis Correia Modesto (1–1918) | Tenente | Natural de Paderne, Albufeira. Fazia parte do Regimento de Infantaria n.º 22. Esteve em Cabo Verde. Morreu de Gripe. |

## Algarve

### #
| Nome (nascimento–morte)                                                    | Retrato | Dados |
| -------------------------------------------------------------------------- | ------- | --- |
| José Botelho de Carvalho Araújo (18 de maio de 1881–14 de outubro de 1918) |         | Naturalidade Porto Posto 1º Tenente N.º de identificação Desconhecido Unidade NRP Augusto Castilho Ramo Forças Armadas Armada Teatro de Operações Mar Causa da morte Combate Local de sepultura No mar |
| Manuel dos Reis Correia Modesto (1860–15 de outubro de 1918)               |         | Paderne, Albufeira |